# Адам, Вильгельм (1877—1949)
Вильгельм Адам (нем. Wilhelm Adam; 15 сентября 1877[…], Ансбах, Королевство Бавария — 8 апреля 1949, Гармиш-Партенкирхен, Германия) — офицер немецкой армии (с 1939 года генерал-полковник), служил в Баварской армии, рейхсвере и вермахте; начальник Войскового управления (аналог генштаба) рейхсвера в период до Адольфа Гитлера.

## Биография

### Германская империяиПервая мировая война
Сын купца из Амберг начал свою военную карьеру в 1897 году в баварской армии. В 1899 году он стал лейтенантом, с 1907 по 1912 год проходил подготовку в Военной Академии Баварии как штабной офицер. Во время Первой мировой войны служил сначала в качестве командира роты, а затем в штабах различных дивизий и армий. В декабре 1914 года получил звание майора. Во время войны Адам получил несколько наград, в том числе Железный крест, медаль принц-регента Луитпольда, баварский орден «За военные заслуги» 3-го класса с мечами и Рыцарский крест 2-го класса ордена Альбрехта с мечами.

### Веймарская республика
После войны Адам с 1923 по 1924 г. служил командиром батальона в Пассау. С 1924 по 1927 год был начальником штаба VII военного округа в Мюнхене, а затем командиром 19-го пехотного полка. Как начальник штаба командной группы I, он переехал в 1929 году в Берлин. 1 февраля 1930 годы был повышен до звания генерал-майора. Адам сыграл важную роль в строительстве армии Веймарской республики, и 1 октября 1930 года он был назначен начальником Войскового управления рейхсвера (аналога Генерального штаба, создание которого было запрещено Германии Версальским мирным договором). 1 декабря 1931 был произведен в генерал-лейтенанты.

### Нацистская Германия
С 1 октября 1933 года Адам служил командующим VII военного округа и командиром 7-й Дивизии. В рамках ремилитаризации при Гитлере в 1935 году Адам получил звание генерала от инфантерии и должность командующего VII корпуса. С 1 октября того же года он принял руководство над вновь созданной Военной Академией. Это назначение являлось по сути ссылкой после того, как он выступил с критикой своего начальника, военного министра Вернера фон Бломберга. Уже в качестве начальника Войскового управления (фактически, генштаба) в 1933 году, он написал доклад, в котором утверждал, что армия не в состоянии вести большую войну. Такие замечания, как «вы не должны одурманивать людей» и «как можно воевать, если даже не у всех солдат есть каска» не способствовали его карьере. Тем не менее, Адам пытался превратить академию в учебный центр для генштаба вермахта. Однако, он не достиг в этом успеха, и академия была закрыта после того как он покинул должность её руководителя.
Из-за своего критического отношения к расширению войны и планам Гитлера Адам был назван мешающим общему делу и пораженцем. Он был переведен в качестве командующего 2-й группой армий в Касселе весной 1938 года, что стало его последним назначением. В октябре 1938 года, после Судетского кризиса, подал прошение об отставке. 10 ноября 1938 он был освобожден от действительной военной службы и 31 декабря 1938 года вышел в звании генерал-полковника в отставку.
Адам был снова призван на службу 26 августа 1939 года. Окончательно оставил военную службу в 1943 году.

### Послевоенный период
Адам участвовал в Нюрнбергском процессе в качестве свидетеля.
В 1950-е годы бундесвер планировал назвать казармы в Гармиш-Партенкирхене в его честь, но отказался от этой идеи из-за несогласия вдовы Адама.
С 1996 года военные предметы, принадлежавшие Адаму и двум его сыновьям, погибшим во время Второй мировой войны, хранятся в Военно-историческом музее в Дрездене и выставлялись до того, как здание музея было перестроено. Его письменные отчеты с 1920 по 1945 годы, около 700 страниц рукописей, находятся в военном архиве во Фрайбурге.